# گروندسهایم
گروندسهایم (به آلمانی: Grundsheim) یک شهر در آلمان است که در الب-دانو-کریس واقع شده‌است. گروندسهایم ۱۹۸ نفر جمعیت دارد.